# Narathihapati
Narathihapati (ou Tayoke Pyay Min, "celui qui s'enfuit devant les chinois") (né le 23 avril 1238 et mort en décembre 1287) fut le onzième et dernier grand souverain du Royaume de Pagan, en Birmanie. Il succéda à son père Uzana en 1256, fut vaincu par les mongols à la Bataille de Ngasaunggyan (1277) et à la Bataille de Bhamo (1283) et assassiné par un de ses fils en 1287.

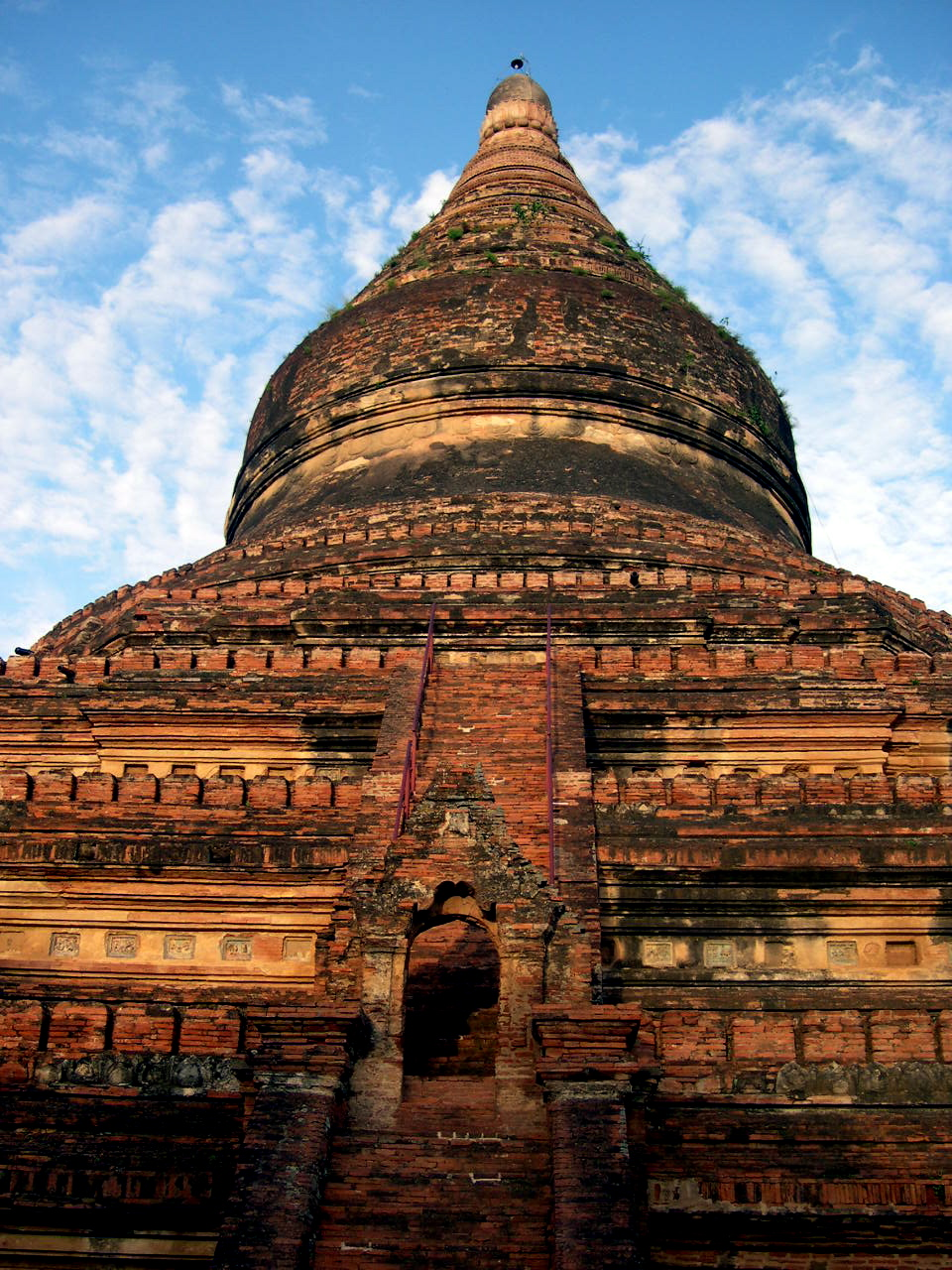
Le Mingalazedi (2003)

Il acheva le dernier grand monument de Bagan, le Mingalazedi (zedi signifie stûpa en birman). Dans la dédicace de ce monument, Narathihapati se proclame chef de 36 millions de soldats et prétend consommer 300 plats de curry par jour.

## Dernières années
Dans le nord, les mongols de Kubilaï avaient abattu le Royaume de Dali (dans l'actuel Yunnan) en 1253. En 1271, au moment de la proclamation de la dynastie Yuan, ils firent demander à Narathihapati de leur verser tribut. Le roi refusa et, à leur seconde visite en 1273, il fit exécuter les envoyés. Kubilaï ne réagit pas immédiatement à cette insulte et, sûr de sa puissance, Narathihapati décida de prendre l'offensive. En 1277, il envahit le Yunnan, que les mongols venaient de transformer en province chinoise (1274). Son armée fut vaincue à la bataille de Ngasaunggyan et lui-même ne dut son salut qu'à la fuite.
En 1283, les mongols envahirent le nord du Royaume de Pagan (bataille de Bhamo). Narathihapati s'enfuit à Bassein (aujourd'hui Pathein) et leur offrit sa soumission, ce qui lui valut son infamant surnom. De retour à Prome, il fut assassiné par son fils Thihathu en 1287. Ces événements incitèrent le futur empereur Témur, alors stationné au Yunnan, à pousser plus avant en Birmanie : dans le courant de l'année les mongols prirent Bagan et mirent sur son trône un autre fils de Narathihapati, Kyawswa.